# Звучна ретрофлексна проходна съгласна
Звучната ретрофлексна проходна съгласна е вид съгласен звук, използван в някои говорими езици. В Международната фонетична азбука той се отбелязва със символа ʐ. Подобен е на българския звук, обозначаван с „ж“, но с по-задно учленение.
Звучната ретрофлексна проходна съгласна се използва в езици като мандарин (肉, [ʐoʊ̯˥˩]), руски (жена, [ʐɨ̞ˈna]), сръбски (жут, [ʐûːt̪]).